# Каскавела
Каскавела (Crotalus durissus) — отруйна змія з роду справжніх гримучників родини гадюкові. Має 8 підвидів. Інша назва «страшний гримучник».

## Опис
Загальна довжина досягає 1,6 м. Голова коротка, затуплена. Тулуб стрункий. На червонувато-бурому тлі чітко виділяються світло-жовті зигзагоподібні лінії, що йдуть з боків і дотичні кутами на хребті. На боках шиї є поздовжні світлі лінії, на голові — красивий малюнок з широких темних та вузьких світлих смуг.

## Спосіб життя

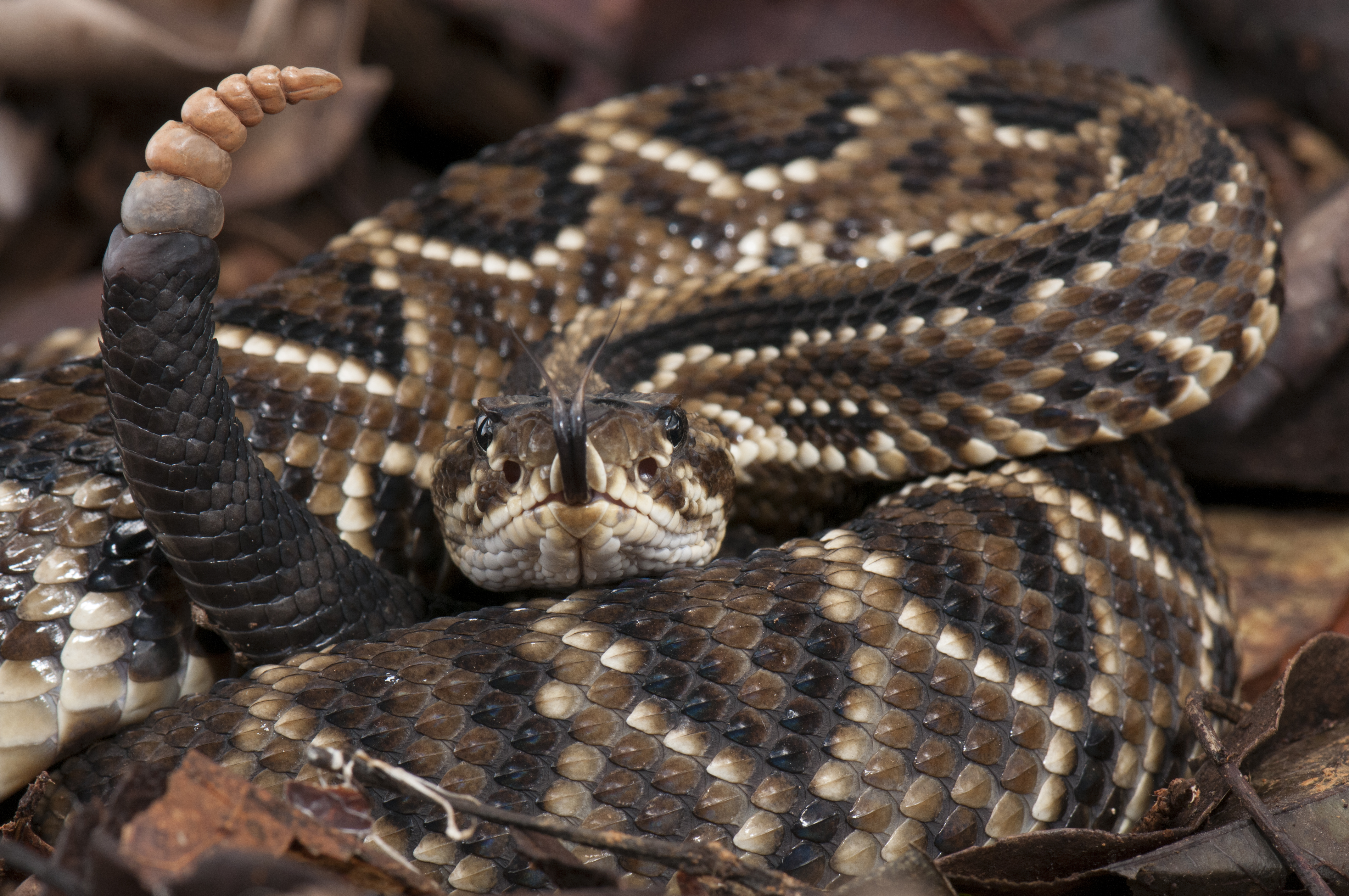
Crotalus durissus

Полюбляє сухі степи, рідколісся, савани, пустельні місцини. Активна у сутінках та вночі. Харчується гризунами.
Це яйцеживородна змія. Самка народжує 10—19 дитинчат завдовжки 30—35 см.

## Отруйність
Отрута володіє широким спектром дії: в ній є гемотоксини, нейротоксини. Отруєння супроводжується не тільки місцевими явищами, але й паралічем нервових вузлів, зокрема дихального центру. Смертність від укусів каскавел дуже висока, за деякими даними сягає 70 % (якщо не вжито заходів допомоги). Отруту використовують у медицині. Кожна змія дає при першому взятті 26-45 мг отрути (в сухій вазі), максимально — до 185 мг.

## Розповсюдження
Розповсюджена у східній Мексиці, Гватемалі, Белізі, Гондурасі, Сальвадорі, Нікарагуа, Коста-Риці, Колумбії, Венесуелі, Гаяні, Суринамі, Гвіані, Перу, Болівії, західній та південній Бразилії, Уругваї, Парагваї, північній Аргентині.

## Підвиди
- Crotalus durissus cumanensis
- Crotalus durissus durissus
- Crotalus durissus marajoensis
- Crotalus durissus pifanorum
- Crotalus durissus ruruima
- Crotalus durissus terrificus
- Crotalus durissus trigonicus
- Crotalus durissus unicolor
- Crotalus durissus vegrandis